# Nesoryzomys darwini
Nesoryzomys darwini is een uitgestorven zoogdier uit de familie van de Cricetidae. De wetenschappelijke naam van de soort werd voor het eerst geldig gepubliceerd door Osgood in 1929.

## Voorkomen
De soort kwam voor in Ecuador.